# にわとりの日
にわとりの日とは、ふだん何気なく食べている鶏肉も命をいただいているという意識を持ち、鶏に感謝することを目的として、2月8日を「にわとりの日」と制定。
２と８で、にわとりの「に（２）わ（８）」と読む語呂合わせにちなみ2月8日と決められた。
一般財団法人日本記念日協会から認定。
また毎月28日も鶏の日として、日本養鶏協会等が1978(昭和53)年6月に鶏肉・鶏卵の消費拡大を目的として制定。
「に（2）わ（8）とり」の語呂合わせから。